# Guardia Imperial (Napoleón I)

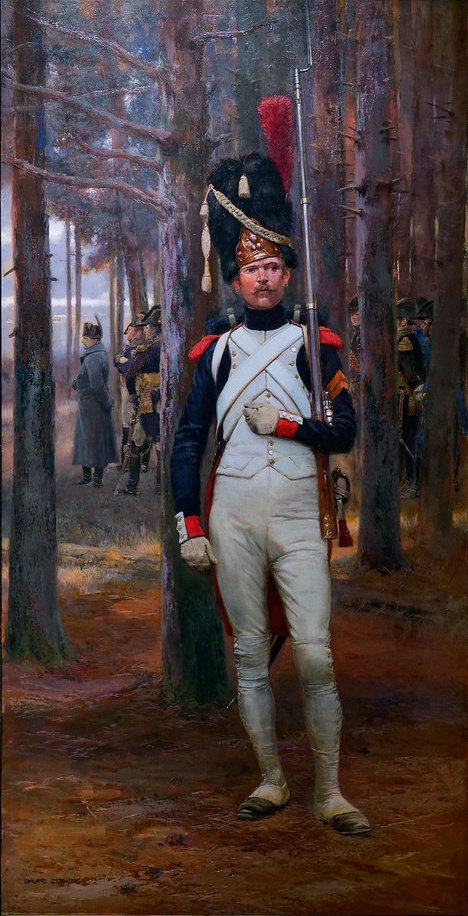
Granadero de la Guardia Imperial, por Édouard Detaille.

La Guardia Imperial (en francés: Garde Impériale) francesa, conocida también como «Vieja Guardia», era un cuerpo de soldados veteranos curtidos en la batalla. Entre otras campañas de las guerras napoleónicas, tuvo intervenciones en batallas de gran importancia como Austerlitz, Eylau y finalmente en Waterloo, donde tuvieron su último día de gloria. A ellos se les atribuye la toma de La Haye Sainte, punto fortificado británico que pasó a manos de ambos bandos en varias ocasiones. Por orden de Napoleón, se le encargó la heroica misión de cubrir la retirada del ejército francés, donde fue arrollada por la caballería prusiana, con bastantes bajas.
La Guardia Imperial francesa era la unidad de élite de aquel tiempo en el ejército francés, y había evolucionado a partir de las Guardias de los Cónsules y de la Guardia Consular. Eran, literalmente, una unidad del ejército por sí misma con divisiones de infantería y caballería, un ejército dentro del ejército. Napoleón la quería como ejemplo a seguir por el ejército y también como una fuerza que lucharía con él en numerosas campañas, que serían completamente leales al emperador, aunque en sus inicios no eran más que un cuerpo que lucía bien en actos oficiales acompañando a Napoleón. Aunque la infantería de Guardia raramente era usada en combate, la caballería era lanzada frecuentemente en la batalla en gloriosas y renombradas cargas.

## Creación
En el año 1804, el entonces emperador francés Napoleón Bonaparte (Napoleón I) decidió crear una guardia que luciera en actos públicos y privados y a la vez como seguridad personal. La Guardia además mostraba el poderío militar que tenía Francia. Pero con el tiempo esta unidad se convirtió en el cuerpo principal en combate para Napoleón, que lo mejoraba constantemente y lo usaba en sus campañas, primero como su protección y luego como división individual.

## Composición
La Guardia Imperial se componía de tres secciones:
- Vieja Guardia: esta era la crème de la crème del ejército de Napoleón. La Vieja Guardia se componía de los veteranos con más tiempo de servicio (de 3 a 5 campañas). Estaba compuesto por ocho compañías de unos cien hombres cada una bajo el mando de un capitán.
- Guardia Media: consistente en veteranos de 3 a 5 campañas. Compuesta por cinco compañías de 200 hombres cada una, comandados por un teniente.
- Joven Guardia: inicialmente constituida por veteranos con al menos una campaña, así como por brillantes oficiales jóvenes. Compuesta de la misma manera que la Guardia Media.

Se agrupaban en batallones y todos estaban regidos por viejos guardias, que habían ascendido desde cero. Los requisitos para formar parte de la Guardia eran:
- Medir como mínimo 1,65 m en el caso de los cazadores y 1,73 m en el caso de los granaderos [cita requerida].
- Haber servido por lo menos diez años en el ejército para ser componente de la Vieja Guardia y ocho años para la Guardia Media y la Joven y haber demostrado valor en las batallas.
- Saber leer y escribir.
- Llevar bigote obligatoriamente. Los zapadores llevaban barba y los miembros de la Vieja Guardia pendientes y pelo largo recogido en coleta.

La Guardia Imperial era cosmopolita, ya que además de franceses, había en ella polacos, belgas, neerlandeses, tártaros y mamelucos.

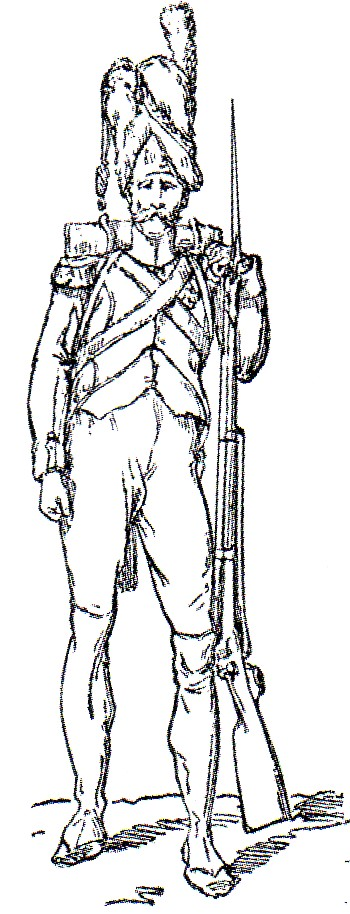
Granadero
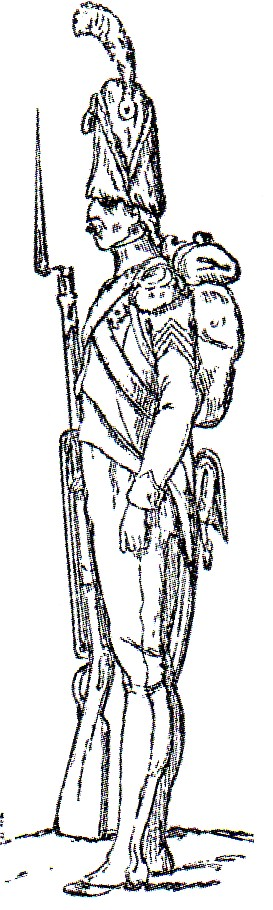
Cazador a pie
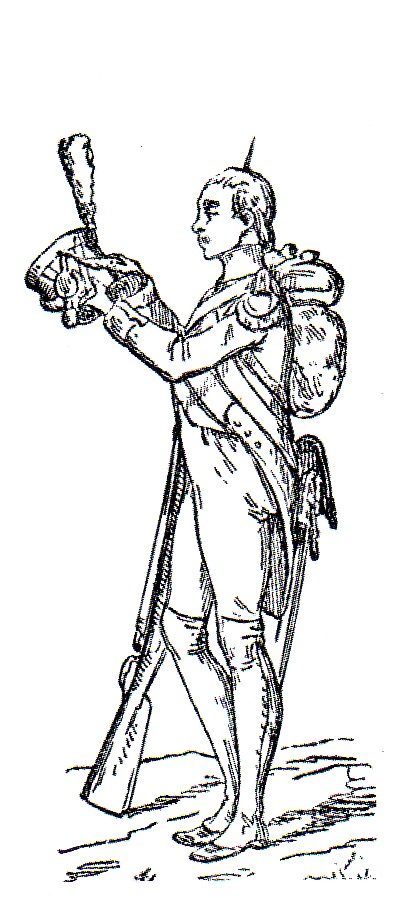
Fusilero granadero
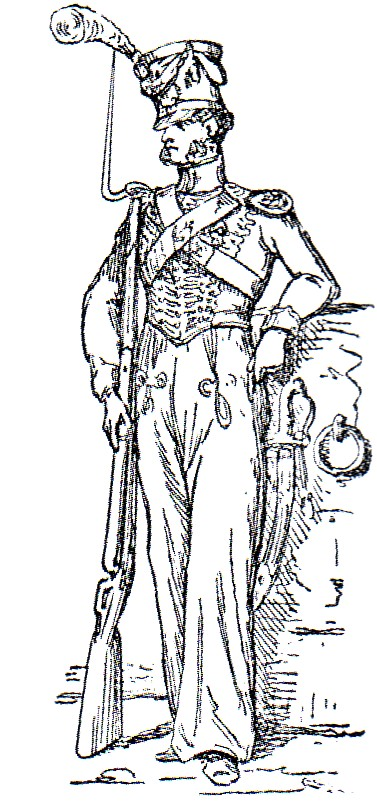
Soldado de Marina
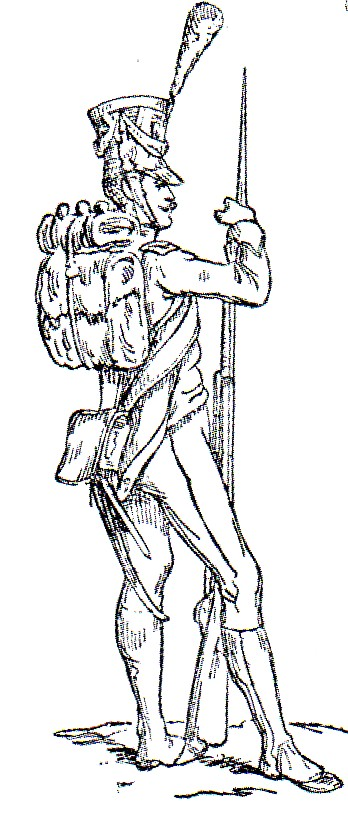
Granadero tirador
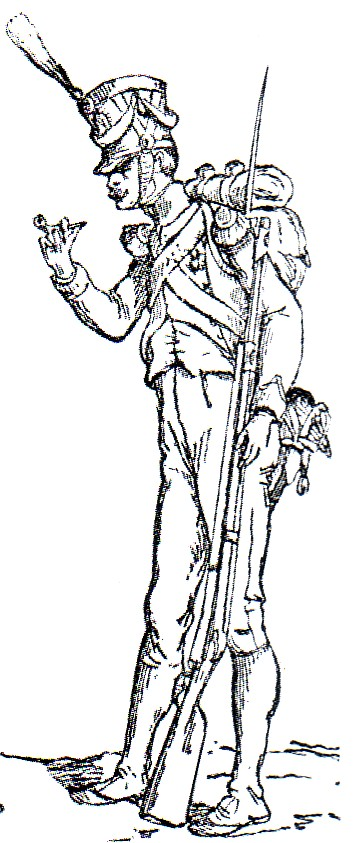
Voltigeur
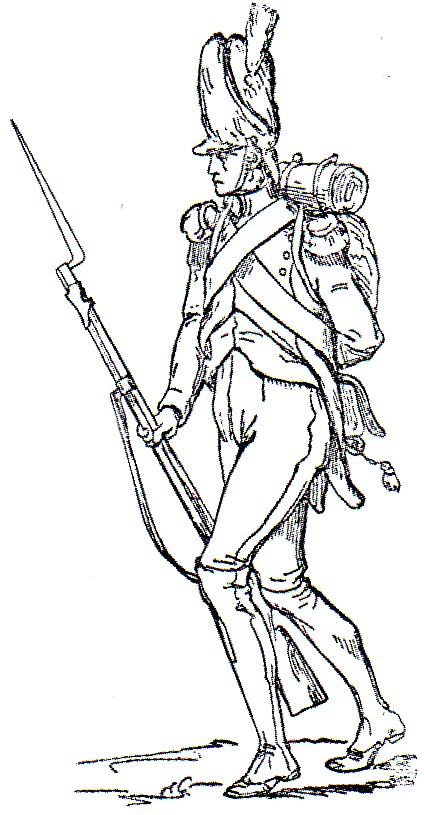
Artillero a pie
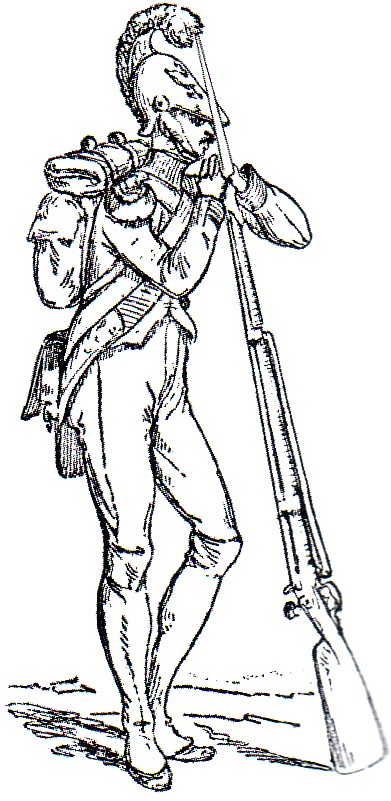
Zapador

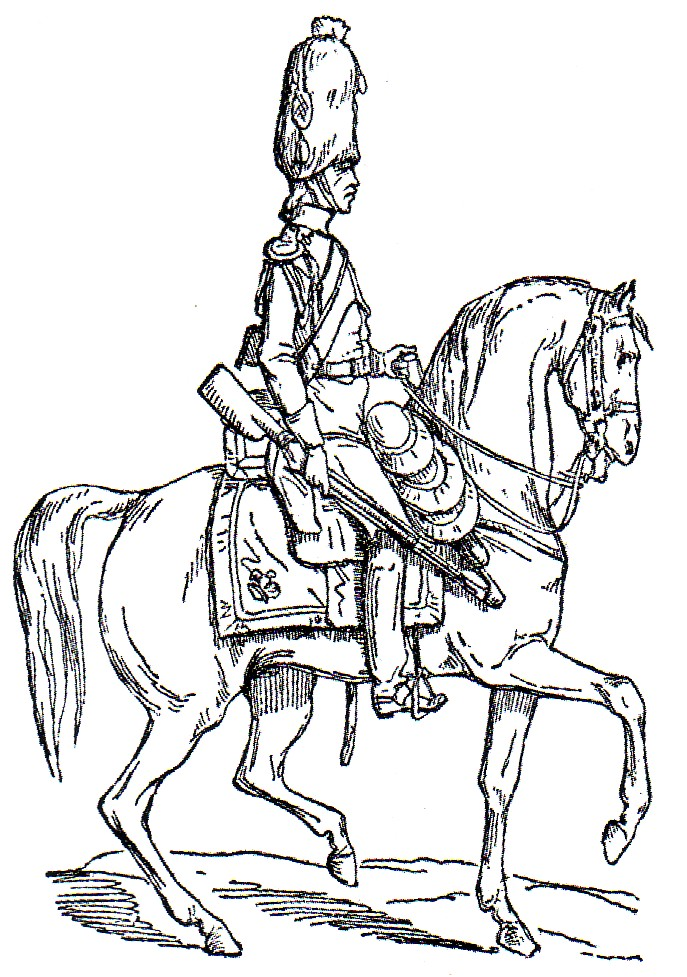
Granadero a caballo
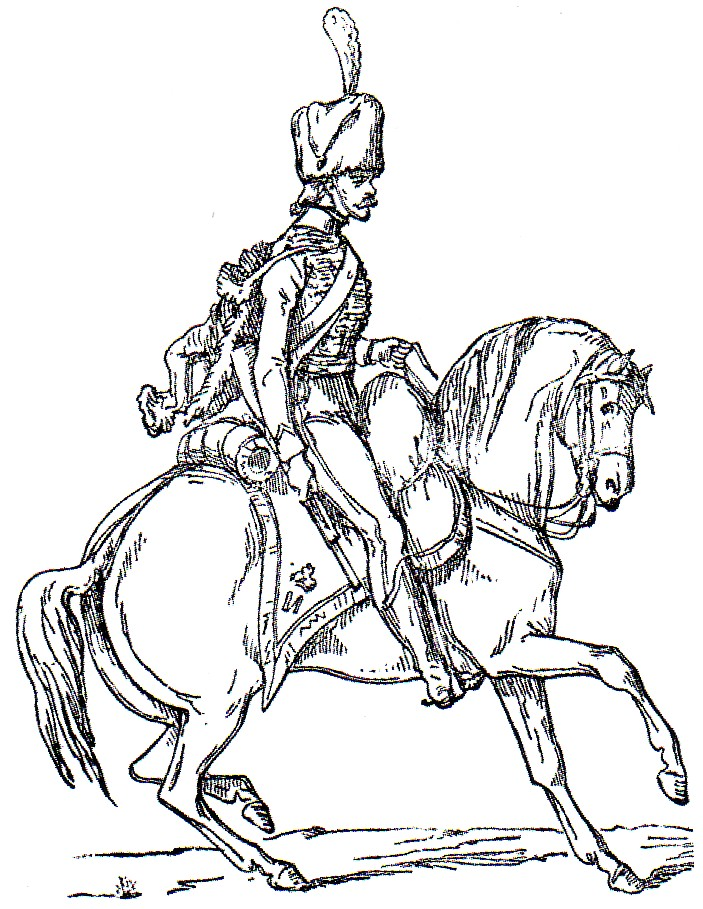
Artillero a caballo
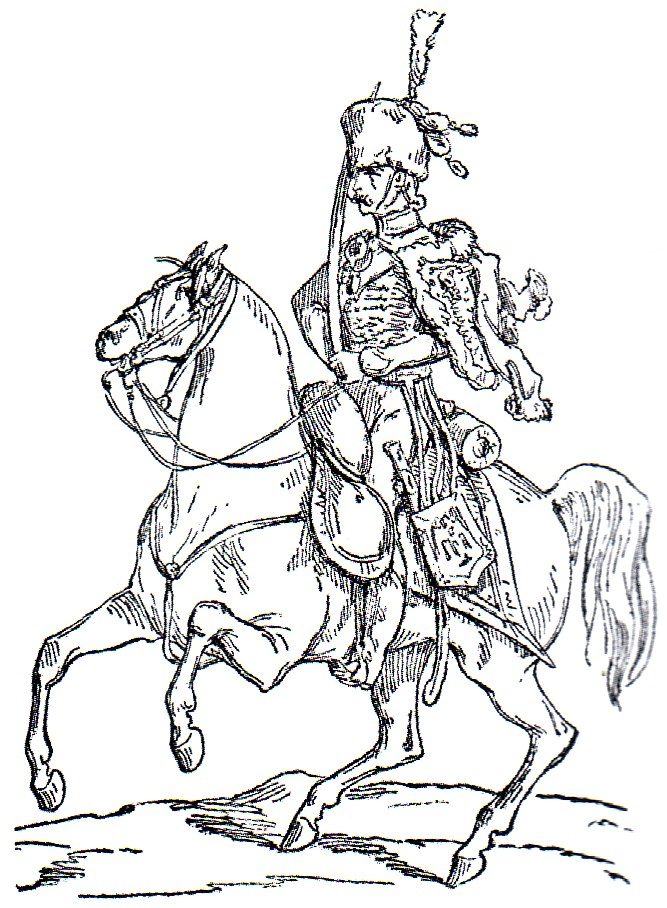
Cazador a caballo
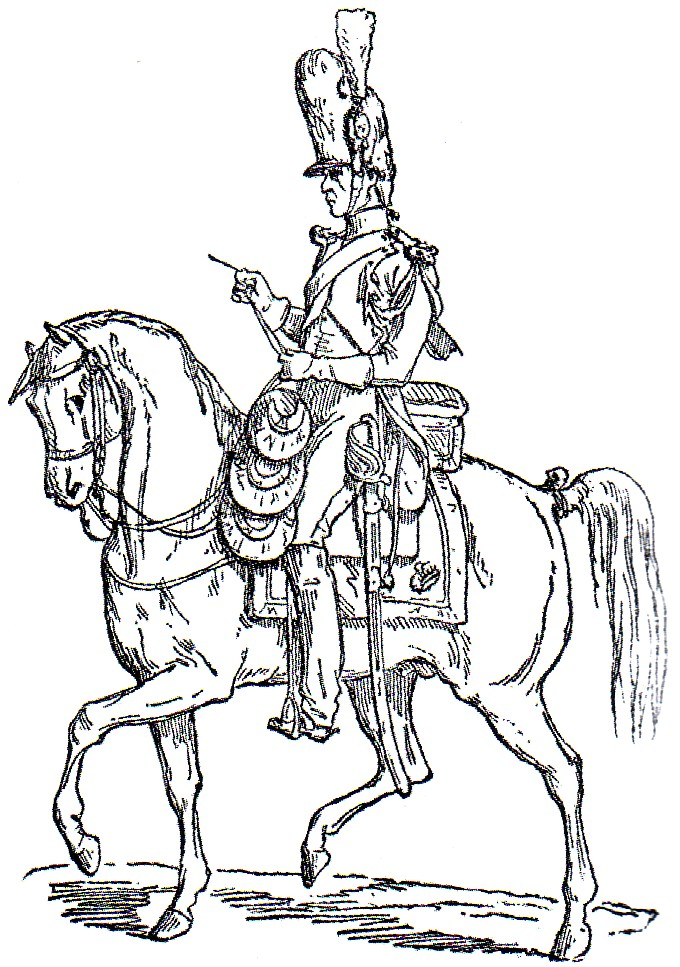
Gendarme de élite
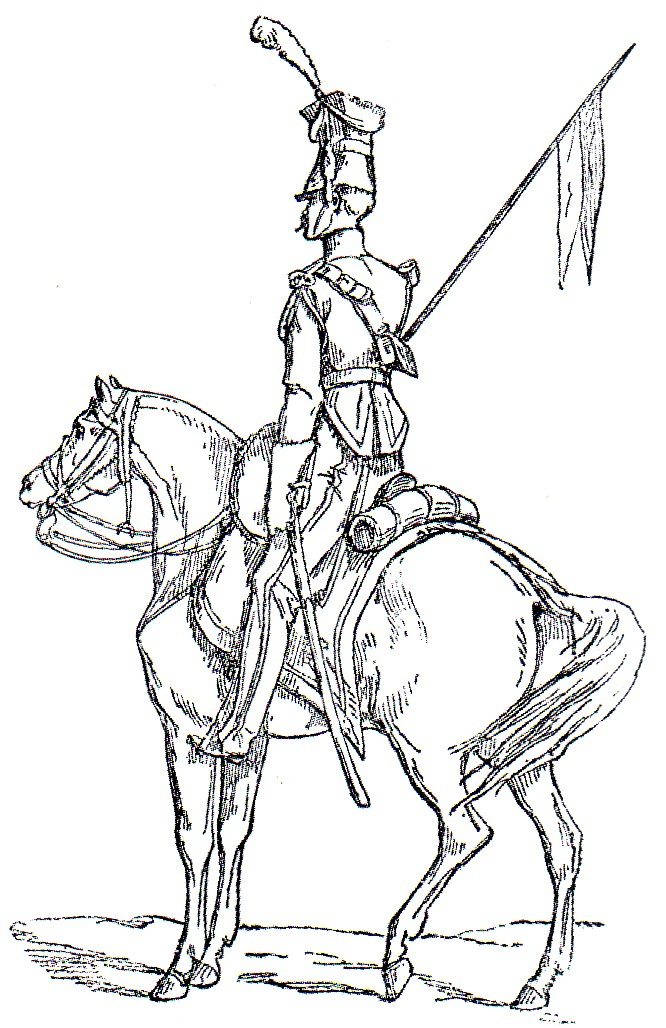
Lancero
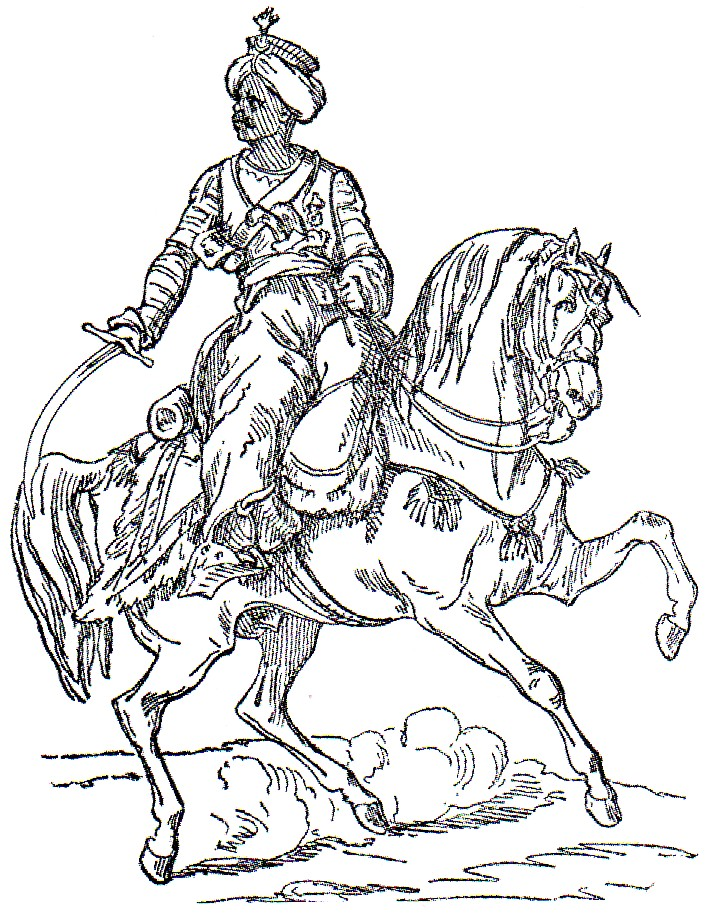
Mameluco
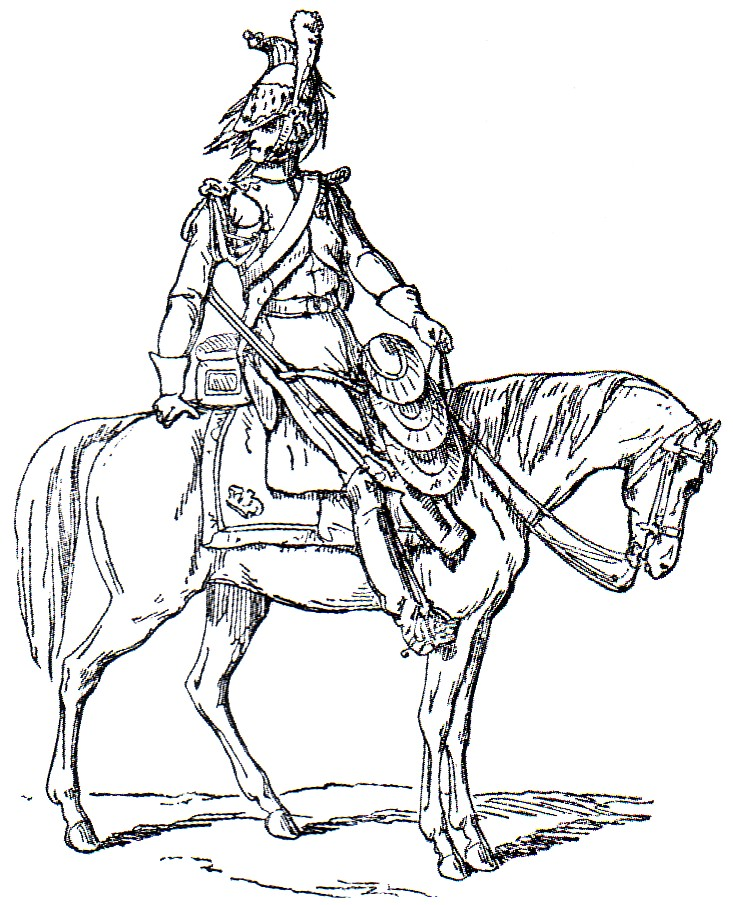
Dragón de la Emperatriz
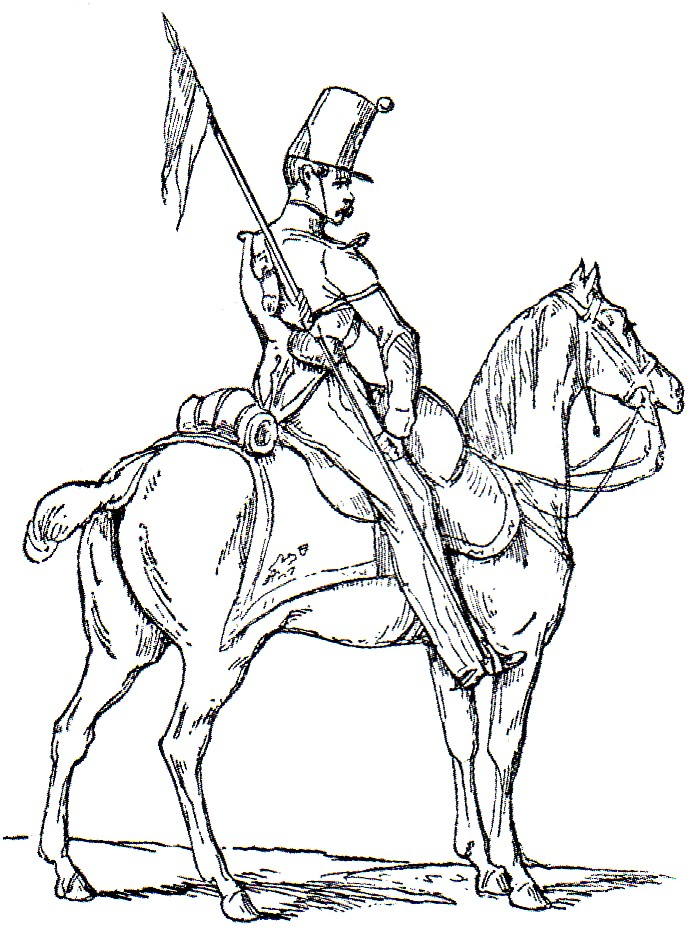
Explorador

## Efectivos históricos

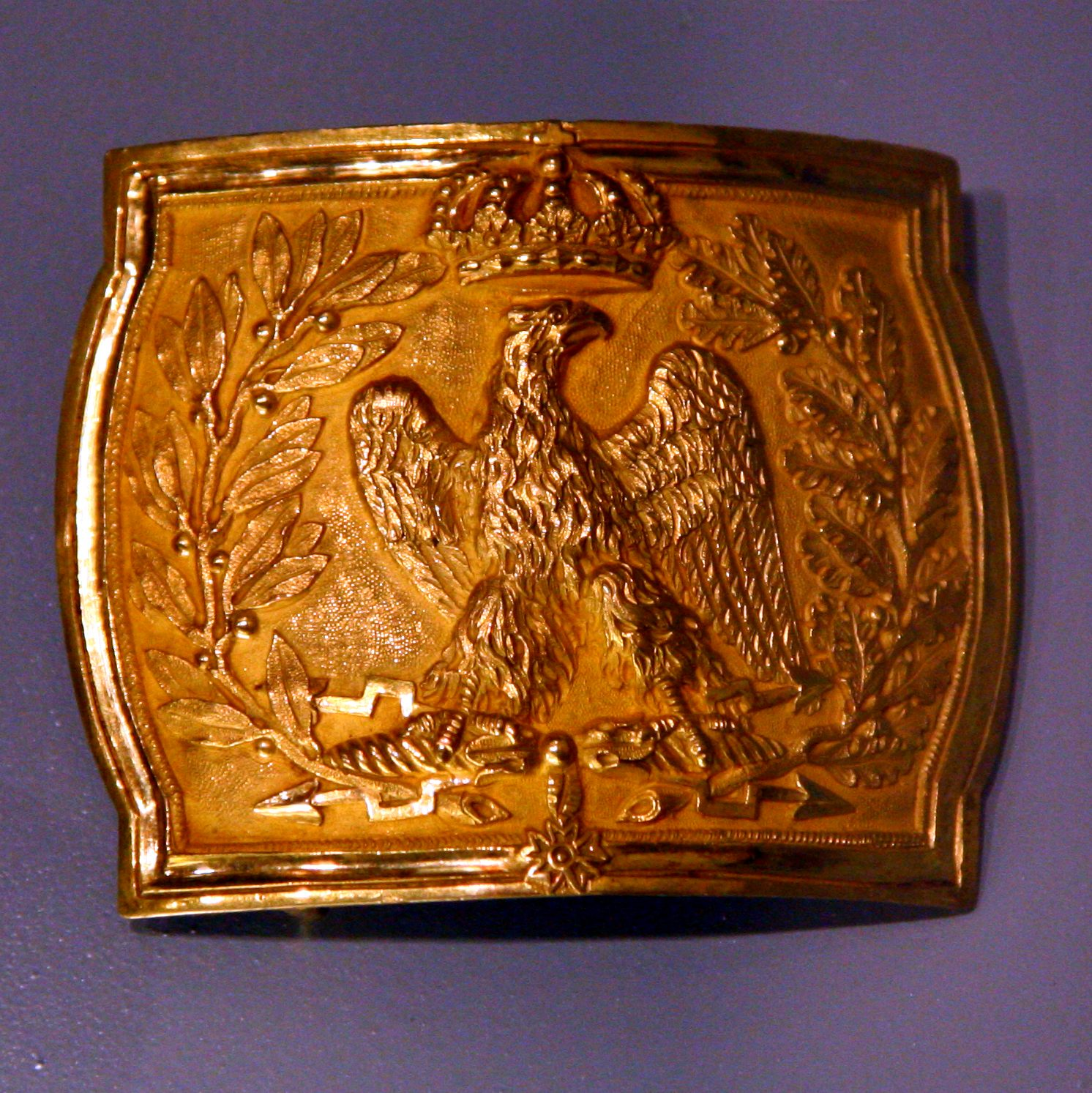
Hebilla de un oficial de infantería de la Guardia Imperial.

### Periodo del Directorio (1795-1799)
- 1795: 242 hombres.
- 1796: 224 hombres.
- 1799: 2089 hombres.

### Periodo del Consulado (1799-1804)
- 1800: 4178 hombres.
- 1802: 7266 hombres.
- 1804: 9798 hombres.

### Periodo del Imperio (1804-1815)
- 1805: 12.186 hombres.
- 1806: 15.656 hombres.
- 1807: 15.361 hombres.
- 1808: 15.392 hombres.
- 1809: 31.203 hombres.
- 1810: 32.150 hombres.
- 1811: 51.960 hombres.
- 1812: 56.169 hombres.
- 1813: 92.472 hombres.
- 1814: 112.482 hombres.
- 1815: 25.870 hombres.